# Вікіпедія мовою інуктитут
Вікіпедія мовою інуктитут (інук. ᐅᐃᑭᐱᑎᐊ) — розділ Вікіпедії мовою інуктитут. Створена у 2003 році. Вікіпедія мовою інуктитут станом на 26 березня 2025 року містить 419 статей, 23 435 зареєстрованих користувачів, 28 активних дописувачів, 2 адміністраторів
. Загальна кількість сторінок у Вікіпедії мовою інуктитут — 2945, редагувань — 47 917, мультимедійні файли відсутні
. Глибина (рівень розвитку мовного розділу) Вікіпедії мовою інуктитут дуже велика і становить аж 591.3 пунктів
. 

## Історія
- Лютий 2007 — створена 100-та стаття[3].
- Лютий 2007 — створена 200-та стаття[4].

## Статистика
Відвідуваність головної сторінки Вікіпедії мовою інуктитут за останні три місяці: